# Bagvaskelse
Bagvaskelse er en juridisk term, der beskriver det forhold at en påstand om en person eller en gruppe af personer, er fremsat mod bedre vidende eller uden rimelig grund til at anse påstanden for korrekt. Bagvaskelse er ulovlig efter § 268 i straffeloven, med en maksimal strafferamme på 2 års fængsel.
Injurie (latin: injurie), uret mod, fornærmelse, en ærekrænkelse, er ulovlig efter straffelovens § 267 og kan straffes med bøde eller fængsel i op til et år. Som noget specielt er injurier og bagvaskelse undergivet privat påtale. Det betyder, at den krænkede ikke kan indgive politianmeldelse, men selv skal rejse sag; det sker ofte gennem en advokat. I visse grovere tilfælde (f.eks. hvis den mod hvem beskyldningen er fremsat risikerer at miste sit job) kan ærekrænkelser dog påtales af det offentlige.

## Injurie i Storbritannien
Storbritanniens injurielovgivning var (specielt indtil 2014) berygtet.
Der er omvendt bevisbyrde, sagerne er ofte meget dyre og udenlandske firmaer og enkeltpersoner kan anlægge sag mod andre udenlandske firmaer og enkeltpersoner i en britisk ret, hvis en udtalelse har betydning i Storbritannien.
 - For eksempel lagde det islandske selskab Kaupthing, Investment Bank sag an mod danske Ekstra Bladet efter at avisen havde udgivet en artikel om Kaupthings rådgivning til virksomheder om skattely. Artiklen fandtes på engelsk på avisens hjemmeside. 
Sagen, der foregik 2006-2008, kom ikke for retten, da parterne indgik et forlig hvor Ekstra Bladet måtte betale en betydelig kompensation (Kelly & Sharp 2009, s. 17-18).
 - I 2007 holdt Henrik Thomsen, dansk professor i radiologi fra Københavns Universitet, et lille videnskabeligt foredrag på Oxford Universitet hvor han fortalte om alvorlige bivirkninger ved GE Healthcare's MR-kontrastmiddel Omniscan.
Efterfølgende blev han stævnet. Sagen blev afsluttet i februar 2010 med et forlig.
 - På vegne af efterkommerne af profeten Muhammed har en saudiarabisk jurist, Faisal Yamani, truet med injuriesag mod danske dagblade efter deres optrykning af Jyllands Postens Muhammed-tegninger.
 - I en meget omtalt sag var forfatteren Simon Singh stævnet af den britiske kiropraktorforening efter udgivelse af en artikel i avisen The Guardian. Simon Singh vandt denne sag. Efterfølgende har de britiske politikere lovet reform af injurielovgivningen.
En ny injurie-lov (Defamation Act 2013) som kræver større bevisbyrde fra den forurettede, blev vedtaget den 25. april 2013 og trådte i kraft i 2014.

## Eksterne links
- Bekendtgørelse af straffeloven (LBK nr 1360 af 28. september 2022)